# Besitz
Besitz är en kommun och ort i Landkreis Ludwigslust-Parchim i förbundslandet Mecklenburg-Vorpommern i Tyskland. 
Kommunen har två Ortsteile Besitz och Blücher.
Kommunen ingår i kommunalförbundet Amt Boizenburg-Land tillsammans med kommunerna Bengerstorf, Brahlstorf, Dersenow, Gresse, Greven, Neu Gülze, Nostorf, Schwanheide, Teldau och Tessin bei Boizenburg.